# Real Fortuna Foot-ball Club
El Real Fortuna Foot-ball Club fou un antic club de futbol gallec de la ciutat de Vigo.

## Història

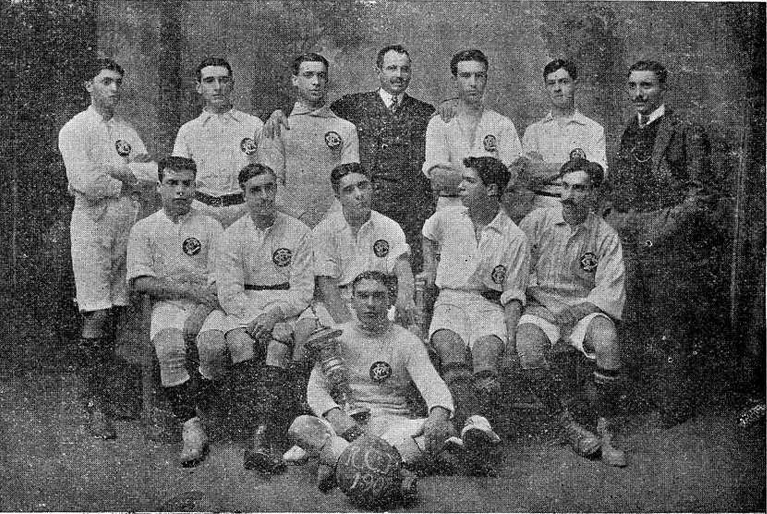
El Real Fortuna l'agost de 1908. D'esquerra a dreta, dempeus: Enrique Yerro, Luis García, Raúl López, Ramón Bermúdez (president), Herman Martín, Antonio Conde (capità) i Manuel Hidalgo (delegat). Asseguts: César Rodríguez, Francisco Artigas, Adolfo Posada, Francisco Lago i Roberto Pérez. En primera fila: Francisco Estévez.

Fou un dels clubs més importants del naixement del futbol a la ciutat de Vigo. Va ser fundat l'any 1905 amb el nom Fortuna Football Club. Tres anys més tard, el 1908, adoptà el títol deReial esdevenint Real Fortuna Foot-ball Club. Va guanyar vuit cops el campionat gallec entre els anys 1906 i 1922. Fou un dels nou clubs que l'any 1909 es reuniren a Madrid per establir les bases del Campionat d'Espanya a disputar-se el 1910 i de la constitució de la Federació Espanyola de Clubes de Foot Ball. Pel que fa als terrenys de joc, el club jugà al camp del Relleno en els seus inicis, passant el 1908 al Camp de Bouzas.
L'any 1923 es fusionà amb el seu gran rival ciutadà, el Real Vigo Sporting Club per formar el Real Club Celta de Vigo. El darrer partit entre Fortuna i Sporting es disputà el dia 11 de març de 1923, amb derrota del Fortuna per 1 a 0, gol de Ramón. Els equips d'aquest darrer partit foren:

- Real Vigo Sporting: Isidro; Otero, Pérez; Queralt, Hermida, Cosme; Gerardo, Ramón, Chiarroni, Tito i Pinilla
- Real Fortuna: Lilo; Juanito, Pasarín; Balbino, Torres, Córdoba; Reigosa, Rodríguez, Chicha, Correa i Salvador

## Palmarès
- Campionat de Galícia de futbol:
  - 1905-06, 1908-09, 1909-10, 1910-11, 1911-12, 1914-15, 1920-21, 1921-22